# Urmatt
Urmatt – miejscowość i gmina we Francji, w regionie Grand Est, w departamencie Dolny Ren.
Według danych na rok 1990 gminę zamieszkiwały 1243 osoby, a gęstość zaludnienia wynosiła 90 osób/km² (wśród 903 gmin Alzacji Urmatt plasuje się na 221. miejscu pod względem liczby ludności, natomiast pod względem powierzchni na miejscu 152.).